# 1636
1636 (MDCXXXVI) je bilo prestopno leto, ki se je po gregorijanskem koledarju začelo na torek, po 10 dni počasnejšem julijanskem koledarju pa na petek.

## Dogodki
- 1. januar

## Rojstva
- - Joseph Glanvill, angleški filozof († 1680)

## Smrti
- 16. februar - Henry Gellibrand, angleški astronom, matematik, duhovnik (* 1597)